# Eneó
Eneó (en grec antic Οἰνεών) era una ciutat de la Lòcrida Ozòlia a l'est de Naupactos. Tenia un temple dedicat a Zeus Nemeu, on es deia que havia mort Hesíode.
Des d'aquesta ciutat el general Demòstenes va organitzar l'expedició a Etòlia l'any 426 aC i on va tornar amb el que va quedar de les seves forces. Podria correspondre a la moderna Mugula.